# Жюльетта Друэ
Жюльетта Друэ (фр. Juliette Drouet; настоящее имя Жюльенна Жозефина Говен, фр. Julienne Joséphine Gauvain; 1806, Фужер, Бретань — 1883, Париж) — французская актриса.

## Биография
Оставшись круглой сиротой на втором году жизни, девочка воспитывалась у своего дяди Рене Друэ, затем в церковном пансионе для девочек в Париже. В 1825 году Жюльетта стала любовницей скульптора Жана Жака Прадье, изобразившего её в виде аллегорической статуи города Страсбург на площади Согласия в Париже. По совету Прадье Жюльенна начала выступать на сцене, взяв сценическим псевдонимом фамилию дяди и чуть изменив имя.

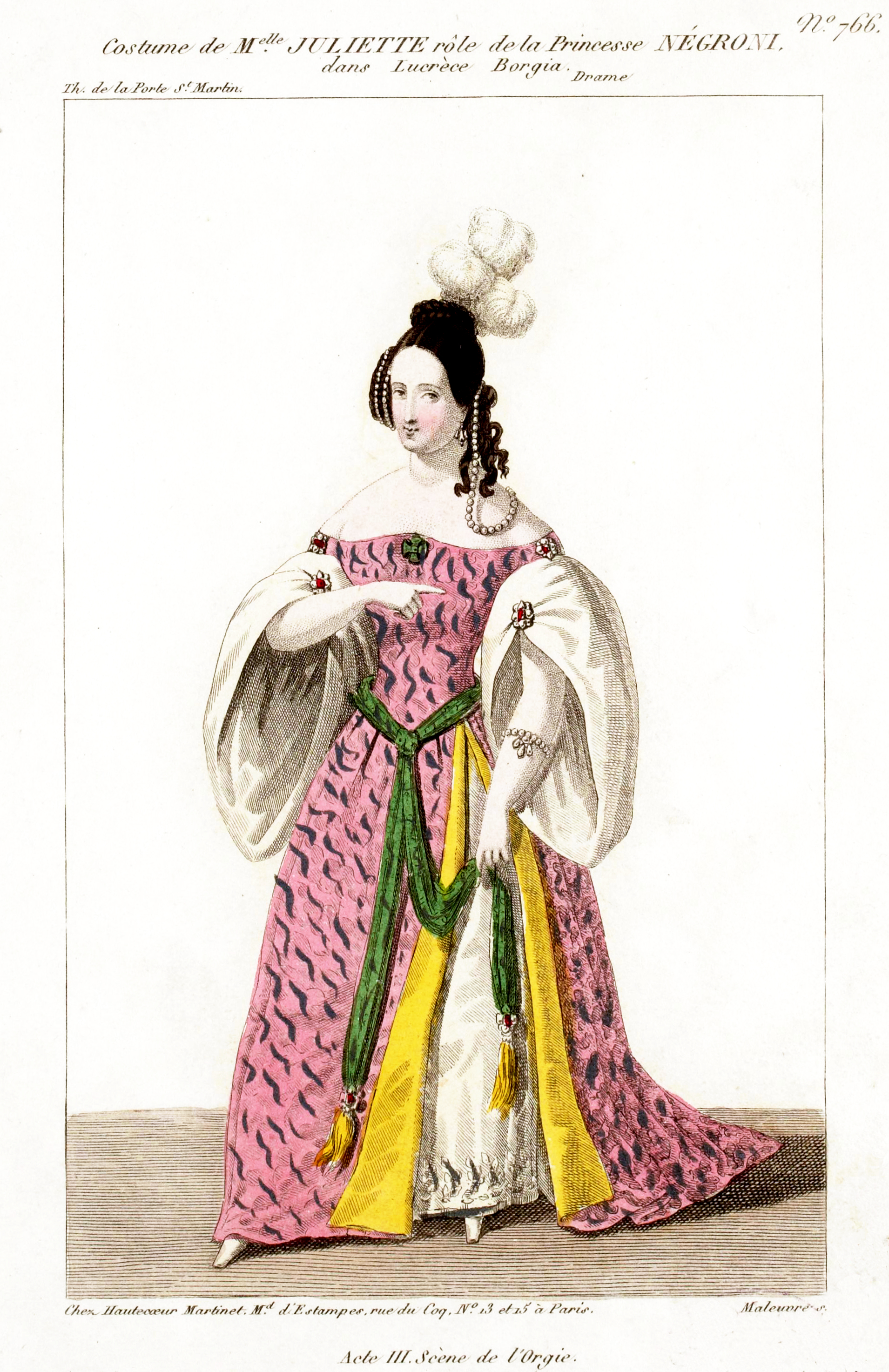
Жюльетта Друэ в роли Принцессы Негрони (старинная открытка)

Театральная карьера Жюльетты Друэ продолжалась, однако, не слишком долго: с 1829 по 1833 год. В 1833 году, исполняя роль Принцессы Негрони в постановке пьесы Виктора Гюго «Лукреция Борджиа», Друэ близко познакомилась с автором пьесы и ради постоянной близости к нему отказалась от театра. На протяжении долгих десятилетий Жюльетта Друэ практически не разлучалась с Гюго, отказывалась покидать дом иначе как в его сопровождении и последовала за ним в ссылку.
Кроме того, на протяжении всей своей жизни Друэ писала Гюго письма, свидетельствующие, по мнению её биографа писателя Анри Труайя, о незаурядном литературном даре.